# Burgstall Obergailnau
Der Burgstall Obergailnau ist eine abgegangene Höhenburg unmittelbar südlich des Ortsteils Obergailnau von Wettringen im mittelfränkischen Landkreis Ansbach in Bayern. Er ist  unter dem Aktenzeichen D-5-6727-0032 als Bodendenkmal in die Bayerische Denkmalliste eingetragen.

## Geschichte
Die Burg gehörte bis 1310 den Grafen von Oettingen. Graf Konrad IV. wurde in diesem Jahr unter Reichsacht gestellt und verlor so seine Besitzungen. In diesem Zusammenhang geschah auch die Ersterwähnung der Burg Gailnau, denn die Rothenburger Landrichter setzten Conrad von Gattenhofen als Nutznießer über die Burg ein. 1316 gab Kaiser Ludwig der Bayer seinem Hofmeister Heinrich von Nordenberg Geld zum Ausbau der Burg, wie vorher auch schon Kaiser Heinrich VII. 1323 erwarben die Grafen von Hohenlohe die inzwischen wieder in den Besitz der Grafen von Oettingen übergegangene Burg. 1406 wurde sie mit anderen Gütern von den Grafen von Hohenlohe der Reichsstadt Rothenburg verkauft. 1408 wurde sie wie auch die anderen Rothenburger Burgen nach der Niederlage der Stadt im Konflikt um die Erweiterung ihres Territoriums auf kaiserlichen Befehl geschleift.

## Beschreibung
Die Burg befindet sich auf einem isolierten Bergkegel oberhalb des Steilrands der Frankenhöhe, der im Süden durch einen Sattel mit dem Gailnauer Berg verbunden ist. Das trapezförmige Plateau besitzt eine größte Ausdehnung von 50 × 50 m. Umgeben ist es von einem Graben, dessen Sohle im Süden 4 m und im Norden 12 m unter dem Niveau des Plateaus liegt. Damit umfasst die Burg ein Areal von ca. 120 × 90 m. Vorgelagert ist ein Außenwall, der im Süden deutlich vergrößert ist. Hier ist er bis zu 30 m breit und überragt das Außengelände um bis zu 7 m. Von der Innenbebauung ist nur ein Brunnen im Osten bekannt, außerdem sollen noch die Fundamente eines rechteckigen Turmes im Boden stecken.